# Il terrore che mormora
Il terrore che mormora (titolo originale He Who Whispers) è un romanzo giallo di John Dickson Carr del 1946, sedicesimo della serie che vede come protagonista il dottor Gideon Fell. È un tipico enigma della camera chiusa nello stile di Carr.

## Trama
Londra, 1945. Miles Hammond, uno storico da poco congedato dall'esercito, si trova in città per assumere una bibliotecaria allo scopo di riordinare l'immensa collezione di libri di suo zio, scomparso recentemente, e anche perché invitato dal dottor Gideon Fell alla prima riunione del Club del Delitto dopo la fine della guerra. L'ospite d'onore è il professor Georges Antoine Rigaud, che terrà una conferenza su un celebre delitto che coinvolse una famiglia inglese a Chartres, in Francia, nel 1939. Ma quando Hammond arriva alla riunione in grave ritardo, scopre che tutti i membri del Club sono misteriosamente assenti; ci sono solo il professore e un'altra invitata, una donna di nome Barbara Morell. Non senza difficoltà i due riescono a convincere Rigaud a tenere ugualmente il suo discorso solo per loro. Il racconto del professore evoca una situazione impossibile: un ricco commerciante inglese, Howard Brooke, fu trovato morto, pugnalato alla schiena, in cima a una torre diroccata dove era stato lasciato solo, pochi minuti prima, da suo figlio e dal professore stesso. Brooke aveva appuntamento con Fay Seton, la fidanzata del figlio, sulla quale erano corse voci calunniose tra la gente dei dintorni; i contadini superstiziosi l'avevano accusata di vampirismo. E sembra proprio che solo un essere in grado di volare avrebbe potuto raggiungere Howard Brooke sulla cima della torre. Il racconto si interrompe sul più bello quando si viene a sapere che la riunione del Club è stata sabotata da Barbara Morell, la quale voleva ascoltare il resoconto di Rigaud senza interferenze. Barbara e Miles si allontanano dal Club in tutta fretta e lo storico, che è rimasto colpito dal racconto e dalla fotografia della bellissima Fay, decide di non voler più avere niente a che fare con la faccenda. Ma non appena rientra in albergo, riceve un messaggio: la bibliotecaria che gli è stata raccomandata da un'agenzia specializzata si è presentata durante la sua assenza e ha lasciato il suo recapito. Il nome della donna è Fay Seton.

## Personaggi principali
- Miles Hammond - storico
- Marion Hammond - sua sorella
- Steve Curtis - fidanzato di Marion
- Georges Antoine Rigaud - professore all'Università di Edimburgo
- Barbara Morell - giornalista
- Howard Brooke - imprenditore
- Georgina Brooke - sua moglie
- Harry Brooke - suo figlio
- Fay Seton - bibliotecaria
- Dottor Garvice - medico
- Hadley - Sovrintendente del CID di Scotland Yard
- Dottor Gideon Fell - investigatore

## Critica
"Un trionfo di trama, sviamenti, atmosfera, tensione e narrazione - certamente uno dei capolavori di Carr. [...] combina efficacemente gli elementi sovrannaturali dei suoi primi lavori con la tensione maschio-femmina, emotiva e sessuale, dei suoi libri degli anni '40. Il racconto è intrigante e commovente, con un maggiore interesse del solito per i personaggi. Ritengo che molti lettori possano dedurre l'identità del colpevole, sebbene il meccanismo dell'omicidio sulla torre e il suo movente possano dimostrarsi elusivi."

## Opere derivate
Nel 1997 la BBC ha mandato in onda uno sceneggiato radiofonico dal titolo He Who Whispers, tratto dal romanzo e  diretto da Enyd Williams, con Donald Sinden nel ruolo di Gideon Fell e John Hartley in quello del sovrintendente Hadley.

## Edizioni
- John Dickson Carr, Il terrore che mormora, traduzione di A.M. Francavilla, collana Oscar, Mondadori, 2001,  p. 300, ISBN 978-88-04-49527-7.
- John Dickson Carr, Il terrore che mormora, traduzione di A.M. Francavilla, collana I Bassotti, Polillo Editore, 2013, pp. 304. ISBN 978-88-8154-446-2